# Cercami a Parigi
Cercami a Parigi (Léna, rêve d'étoile) è una serie drammatica per adolescenti in lingua inglese che è stata presentata in anteprima il 14 aprile 2018, su Hulu, ed è prodotta dalla ZDF e Cottonwood Media. La serie è girata a Parigi, in luoghi come il Palais Garnier, sede dell'Opéra national de Paris.

## Trama
Helena "Lena" Grisky è una principessa russa del 1905 e studia presso la scuola di danza dell'Opéra de Paris, una delle più prestigiose al mondo. Un giorno, il suo fidanzato Henri le regala una collana in grado di viaggiare nel tempo. Lena, accidentalmente, passa attraverso il portale e finisce per ritrovarsi nel 2018 Bloccata in quell'anno, Lena farà la conoscenza di Ines, la quale diventerà presto la sua migliore amica, e stringerà amicizia con Jeff, un ballerino di hip hop, Dash, amico di Jeff e innamorato di Ines, Max, ragazzo misterioso dal quale Lena è attratta, e Thea, fidanzata di Max e rivale di Lena, che cerca in ogni modo di ostacolarla.
Henri, invece, rimasto nel 1905, fa di tutto pur di riportare Lena al suo tempo, ma il ragazzo non è l'unico disposto a trovarla. Infatti, i Raccogli - Tempo, un gruppo di tre giovani ragazzi, Frank, Pinky e Clive, sono alla ricerca della collana che Lena ha al collo.
Nel corso della sua permanenza nel 2018, Lena rivelerà chi è realmente e da dove proviene a Ines, la quale la aiuterà a tornare nel 1905, non riuscendoci a causa di un danneggiamento del varco temporale

## Personaggi

### Personaggi principali
- Helena "Lena" Grisky (stagioni 1-3), interpretata da Jessica Lord e doppiata da Agnese Marteddu. Lena Grisky, protagonista della serie, è una ragazza con capelli biondi, che solitamente raccoglie in crocchie, e splendidi occhi verdi. Davanti ai ragazzi del 2018, Lena farà una strana prima impressione, dato che lei non ha mai visto alcuni oggetti che per loro sono comuni. Tuttavia sebbene all'inizio suscitava stranezza, Lena presto starà simpatica a tutti, tutti a parte Thea.
- Ines Lebreton (stagioni 1-3), interpretata da Eubha Akilade e doppiata da Lucrezia Marricchi. Ines è la migliore amica di Lena. Presto verrà a conoscenza del suo segreto e la vorrà aiutare. Ines è coinvolta in due amori: uno offerto da Dash, non ricambiato, e uno da Pinky, uno dei Raccogli - Tempo, che ricambierà, ma non vorrà dirlo data la sua reputazione. (E poi ci sarà anche Frank che sembrerà ricambiare).
- Henri Duquet (stagioni 1-3), interpretato da Christy O'Donnell e doppiato da Alex Polidori. Henri è il fidanzato di Lena, colui che le regala la collana ma che rimane bloccato nel 1905, cercando di escogitare un piano per riportare Lena indietro. Inizialmente, Henri collabora con i Raccogli - Tempo, solo perché gli promettono di aiutarlo a riportare indietro la sua ragazza.
- Jeffrey "Jeff" Chase (stagioni 1-3), interpretato da Castle Rock e doppiato da Mattia Nissolino. Jeff è un ballerino di hip-hop. Si affeziona in breve tempo a Lena che gli insegna la danza classica e alla quale insegnerà l'Hip-Hop. Jeff è molto simpatico e bizzarro, da subito il ragazzo vuole stringere un rapporto con Thea, con cui alla fine legherà, si innamorerà di Isaac nella seconda stagione.
- Maximus "Max" Alvarez Castillo (stagioni 1-2, cameo vocale 3), interpretato da Rory J. Saper e doppiato da Flavio Aquilone. Max è il fidanzato di Thea, nemica di Lena. Tuttavia lui non si lascia influenzare dai commenti che la sua fidanzata rilascia nei confronti di Lena, infatti si può capire che Lena a Max sta simpatica. Max affibbia da subito un soprannome a Lena: Chica, ragazza in spagnolo. Nella seconda stagione si ferisce al ginocchio e quest'infortunio non gli permetterà di continuare a ballare. Nella terza stagione, lascia Parigi per trasferirsi a New York, dove intraprende la carriera di coreografo.
- Dorothea "Thea" Raphael (stagioni 1-2, guest 3), interpretata da Hannah Dodd e doppiata da Sara Labidi. Thea è la nemica di Lena nel 2018, perché gelosa della sua eleganza, della sua bravura nel danzare e perché passa molto tempo con Max, il suo fidanzato. Thea stringe un'"amicizia" con Jeff, infatti quest'ultimo quand'è con lei, riesce a tirarne fuori il lato da giocherellona e scacciare via quello da antipatica.
- Dash Khan (stagione 1, guest 2), interpretato da Hiran Abeysekera e doppiato da Tito Marteddu.  Dash è il migliore amico di Jeff, amico di Lena e fidanzato per breve tempo di Ines, che all'inizio non ricambierà. Lascia la scuola dell'Opéra di Parigi all'inizio della seconda stagione, per trasferirsi all'accademia di ballo di Londra.
- Isaac Portier (stagioni 2-3), interpretato da Terique Jarrett e doppiato da Alessandro Campaiola. Isaac è un ballerino proveniente dalla scuola di ballo di Londra, che arriva all'Opera di Parigi, in sostituzione di Dash. Entra fin da subito in competizione con Max.
- Frank Murphy (ricorrente 1-2, stagione 3), interpretato da Seán Óg Cairns e doppiato da Federico Bebi. Frank è il capo dei Raccogli - Tempo. È sempre lui a dare l'idee per i piani e spesso e volentieri mette in evidenza le sciocchezza di Clive, altro membro dei Raccogli - Tempo. Ma chi è veramente?
- Bree Girling (ricorrente 1-2, stagione 3), interpretata da Chloé Fox e doppiata da Joy Saltarelli. Bree è la migliore amica di Kennedy, con la quale segue ogni comando di Thea. A fine seconda stagione, viaggia nel tempo con Henri nel 1983, dove conosce Oscar e con il quale inizia una relazione.
- Kennedy Mather (ricorrente 1-2, stagione 3), interpretata da Caitlin-Rose Lacey e doppiata da Giulia Franceschetti. Kennedy è la migliore amica di Bree, con la quale segue ogni comando di Thea. Nella terza stagione, insieme all'amica Bree, ricopre il ruolo di guida dei nuovi allievi della scuola.
- Claudine Renault (ricorrente 1-2, stagione 3), interpretata da Audrey Hall e doppiata da Serena Sigismondo. Claudine è allieva dell'Opéra di Parigi nel 1905, dove non ha un buon rapporto con Lena. Nella terza stagione, grazie all'aiuto di Frank e accompagnata da Clive, attraversa il portale e si ritrova nel presente, dove finge di essere una ballerina proveniente dalla Germania.
- Nico Michaels (guest 2, stagione 3), interpretato da Jake Swift e doppiato da Federico Campaiola. Agente sotto copertura dell'Ufficio Viaggi nel Tempo.
- Romy Jensen (stagione 3), interpretata da Isabelle Allen e doppiata da Chiara Fabiano. Romy è una ballerina di quattordici anni che inizia ad indagare sulle origini di Lena, con l'aiuto dell'amico Simon.

### Personaggi secondari
- Pinky (stagioni 1-2, guest 3), interpretato da Lawrence Walker e doppiato da Lorenzo Crisci. Pinky è un altro membro dei Raccogli - Tempo. S'innamorerà di Ines dal primo momento, e non eviterà di scriverle messaggi e di incontrarla in segreto per flirtare.
- Clive (stagione 1, guest 2-3), interpretato da Luca Varsalona e doppiato da Andrea Di Maggio. Clive è l'ultimo membro dei Raccogli - Tempo. È molto stupido e per niente arguto, chiama Frank: Capo o col suo vero nome. Nella terza stagione abbandona definitivamente Frank per viaggiare nel tempo.
- Oscar (stagioni 1-3), interpretato da Javone Prince (adulto) e Edward Kagutuzi (diciassettenne) e doppiato rispettivamente da Daniele Raffaeli e Daniele De Ambrosis. È il proprietario di un negozio che si trova fuori dal tempo.
- Madame Gabrielle Carré (stagioni 1-3), interpretata da Katherine Erhardy e doppiata da Laura Boccanera. Gabrielle è la direttrice della scuola dell'Opéra di Parigi, dove un tempo lei stessa studiava.
- Armando Castillo (stagioni 1-3), interpretato da Rik Young e doppiato da Andrea Lavagnino. Armando è un coreografo di grande successo che diventa insegnante fisso della scuola dalla seconda stagione.
- Victor Duquet (stagioni 1-2), interpretato da Ingo Brosch e doppiato da Francesco Prando. Victor è il padre di Henri, al quale nascondeva di essere un viaggiatore del tempo.
- Etienne (stagione 1), interpretato da Chris Baltus e doppiato da Alessandro Quarta. Etienne è il coreografo e insegnante dell'Opéra di Parigi. Ama la cucina indiana della madre di Dash.
- Janet Raphael (stagione 1), interpretata da Dianne Weller e doppiata da Laura Lenghi. Janet è la severa madre di Thea ed ex ballerina classica.
- Tia Isabella (stagione 1), interpretata da Lorie Baghdassarian e doppiata da Tatiana Dessi. Isabelle è la zia di Max che lavora in un ristorante.
- Alexa "Lex" Dosne (stagione 2, guest 3), interpretata da Rameet Rauli e doppiata da Ludovica Bebi. Lex è una matricola dell'Ufficio Viaggi nel Tempo che vuole riportare tutti alla propria epoca di appartenenza.
- Francie Parks(stagione 1), Interpretata da Sophie Airdien. Matricola dell’Ufficio Viaggi. Inizialmente stava per arrestare Henri nel 1905 ma poi si fece condizionare da lui e cercò di aiutarlo; per questo è stata licenziata e sostituita da Lex.
- Simon (stagione 3), interpretato da Louis Davison e doppiato da Mattia Fabiano. Simon è il compagno di danza e il miglior amico di Romy. Legherà anche con Jeff.
- Reuben Bello Castillo (stagione 1),                        Interpretato da Manuel Pacific. Reuben è il fratello adottivo di Max.

## Episodi
| Stagione         | Episodi | Prima TV USA | Prima TV Italia |
| ---------------- | ------- | ------------ | --------------- |
| Prima stagione   | 26      | 2018         | 2018            |
| Seconda stagione | 26      | 2019         | 2019            |
| Terza stagione   | 26      | 2020         | 2020-2021       |